# Orlanda Verlag
Der Orlanda Verlag wurde 2017 gegründet und hat seinen Sitz in Berlin-Weißensee. Unter dem Motto „Frauen, Weltkultur und Bewegung“ widmet er sich Themen wie Frau-Sein, Geschlechtergerechtigkeit, Sexualität, Migration und Antirassismus. In der Programmgestaltung sind Aspekte der Vielfalt, Diversität und Solidarität sowie die Sichtbarmachung von marginalisierten Stimmen zentral. Der Orlanda Verlag knüpft damit thematisch an den bis Ende 2017 bestehenden Orlanda Frauenverlag an und hat auch dessen Domain übernommen, versteht sich jedoch nicht als dessen Nachfolger.
Der Orlanda Verlag ist Mitglied der Kurt-Wolff-Stiftung zur Förderung unabhängiger Verlage, des Börsenvereins des deutschen Buchhandels sowie Fördermitglied von Litprom.

## Programm
Das Verlagsprogramm umfasst Belletristik und Sachbücher sowie seit 2021 Kinderbücher.
In der Reihe „schwarz bewegt“ veröffentlicht der Verlag vorwiegend Schwarze deutsche Autorinnen wie Natasha A. Kelly, Florence Brokowski-Shekete und Katharina Oguntoye. Die Reihe „welt bewegt“ umfasst internationale belletristische Literatur mit dem Schwerpunkt Migration. Die Reihe „afrika bewegt“ widmet sich der Literatur des afrikanischen Kontinents. Im Bereich der Sachbücher werden Themen wie Sexualität, sexualisierte Gewalt, aber auch körperbezogener Arbeit behandelt. Im Zentrum des neuen Kinderbuchprogramms „kids bewegt“ stehen Themen wie Fluidität, Diversität, Migration, Gender und Inklusion. 2021 erschien das erste fremdsprachige Buch, der Titel „ruhumdaki yaralar“ („Sticht in meine Seele“) von Barbaros Altuğ auf Türkisch.

## Titel (Auswahl)

### Belletristik
- Najat El Hachmi: Eine fremde Tochter.
- Barbaros Altuğ: Sticht in meine Seele.
- Danny Ramadan: Die Wäscheleinen-Schaukel.
- Tsitsi Dangarembga: Aufbrechen.
- Tsitsi Dangarembga: Überleben.
- Sulaiman Addonia: Schweigen ist meine Muttersprache.

### Sachbuch
- Natasha A. Kelly: Millis	Erwachen. Schwarze Frauen, Kunst und Widerstand.
- Natasha A. Kelly (Hg.): Sisters and Souls. Inspirationen durch May Ayim.
- Florence Brokowski-Shekete: Mist, die versteht mich ja. Aus dem Leben einer Schwarzen Deutschen.
- May Ayim, Katharina Oguntoye und Dagmar Schultz (Hg.): Farbe bekennen. Afro-deutsche Frauen auf den Spuren ihrer Geschichte.
- Katharina Oguntoye: Schwarze Wurzeln. Afro-deutsche Familiengeschichten von 1884 bis 1950.
- Shaina Joy Machlus: Nur Ja! heißt ja. Eine Anleitung zu sexuellem Konsens.
- Anna Freixas: Ohne Regel(n). Erotik und Freiheit für Frauen nach der Regel.
- Franziska Benkel: "Wir haben nichts zu verlieren... nur die Angst!" Die Geschichte der Frauenhäuser in Deutschland.
- Wendy Maltz: Zulassen. Wege zur Selbstheilung für Überlebende sexueller Gewalt.
- Eva Obermeier: Biegsam stabil. Orthopädisches Yoga.

### Kinderbücher
- Danny Ramadan: Salma, die syrische Köchin.
- Terry Farish und Ken Daley: Josephs große Fahrt.
- Robert Munsch, Saoussan Askar und Rebecca Green: Von weit her.

## Belege
1. ↑  Der Frauenbuchverlag Orlanda hat sich neu aufgestellt. Auf: boersenblatt.net vom 22. April 2021.
2. ↑  » Freundeskreis | Kurt Wolff Stiftung. Abgerufen am 26. April 2021.
3. ↑  Litprom hilft bei zwölf Titeln. Abgerufen am 26. April 2021.